# Firdausí

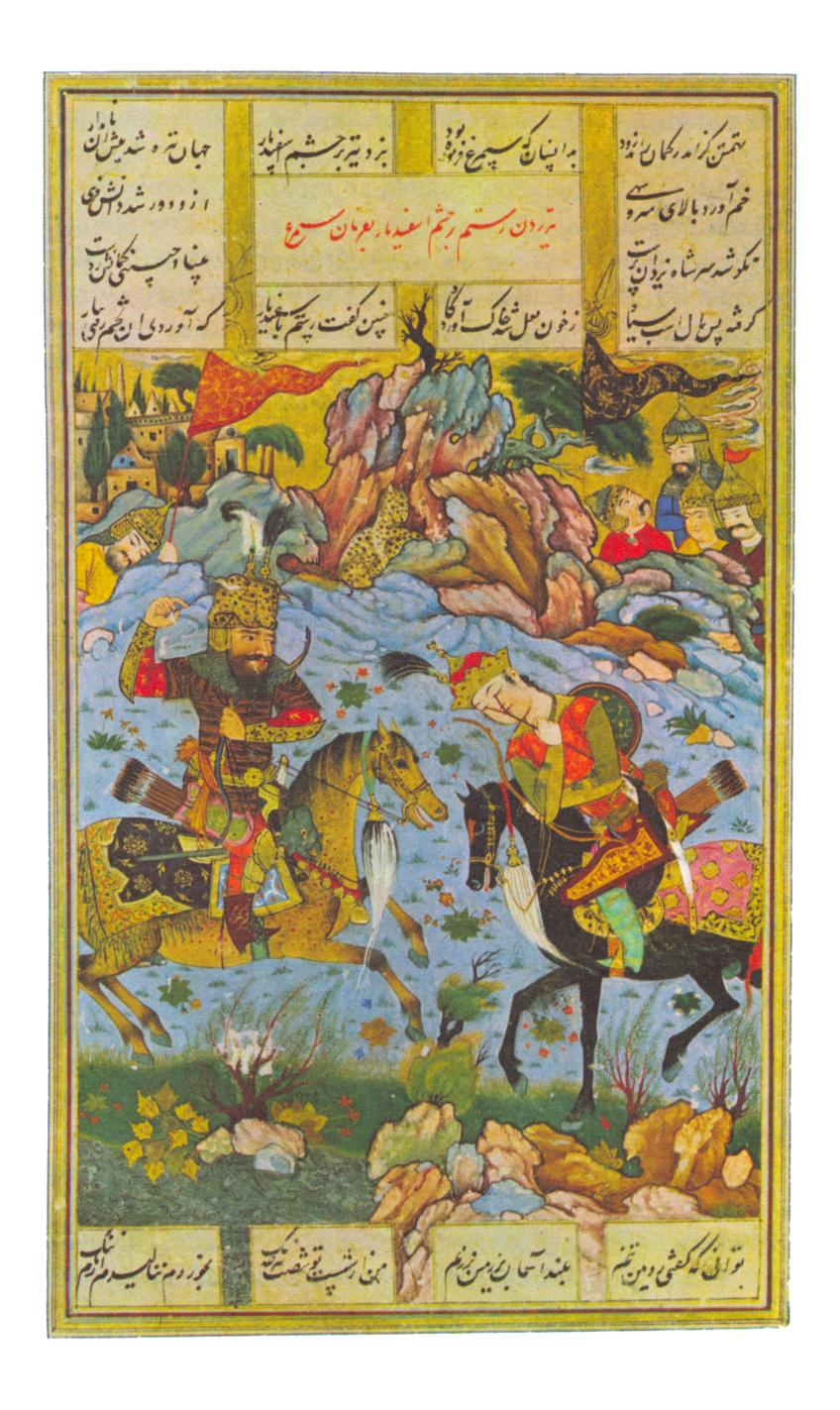
Scéna ze Šáhnáme – Rustam zabíjí Esfandijára

Abú-l-Kásim Mansúr ibn Hasan Firdausí (persky ابو القاسم فردوسى‎ ; 940/941 Báž, okres Tús, Írán – 1020 Tús) byl perský básník, známý především jako autor monumentálního eposu Kniha králů (Šáhnáme), dokončeného kolem roku 1010. Kniha králů obsahuje přes 50 000 dvojverší a popisuje dějiny Persie od počátků až po arabskou invazi v 7. století n. l. Jako hlavní předloha Firdausímu sloužila Kniha králů Abú Mansúra Dakíkího, text ovšem zpracoval zcela po svém.

## Život
Pocházel z bohaté rodiny a zpočátku byl finančně nezávislý, takže se mohl cele věnovat svému životnímu dílu, psanému již v novoperštině. Později – Šáhnáme psal plných 35 let – se však dostal do hmotné tísně a byl nucen hledat vlivného mecenáše, jenž by mu umožnil jeho dílo dokončit. Našel ho v Mahmúdovi z Ghazny, nejmocnějšímu vládci soudobého muslimského světa, který se rád obklopoval literáty a u svého dvora je někdy držel i násilím. Do Ghazny se za ním odebral v pětašedesáti letech, nakonec se však nedočkal takového uznání, jak očekával, což souviselo jednak s nevalným Mahmúdovým vzděláním, jednak s „pohanskou“ tematikou spisu – kvůli ní mu byl později dokonce upírán pohřeb na muslimském hřbitově.

## Vliv
Na počátku 20. století z něj učinili íránští nacionalisté obnovitele perské národní identity a z Šáhnáme pomník perské kultury.
Obzvláště se v této souvislosti poukazovalo na minimum arabských slov v eposu, tento fakt však spíše souvisel s prameny, které básník používal, než s jeho perským smýšlením. V pasážích o Alexandru Velikém, kde byl odkázán na arabskou předlohu, užívá i většího množství slov přejatých z arabštiny. Za svůj národní epos pokládají Šáhnáme nejen Íránci, ale také Tádžikové.
V roce 1934 se v Teheránu zúčastnil jako oficiální host oslav tisíciletého výročí jeho narození český orientalista Jan Rypka.